# 山田佳奈
山田 佳奈（やまだ かな、1985年4月6日 - ）は、日本の脚本家、演出家、映画監督、女優。劇団「□字ック」主宰。神奈川県相模原市出身。
専門学校卒業後、レコード会社のプロモーターを経て、2010年に「□字ック」を旗揚げ。「□字ック」の脚本、演出、選曲を担当している。2024年、「剥愛」で第68回岸田國士戯曲賞候補。

## 作品歴

### 舞台

#### □字ック作品
- □字ック「掬う」（2019年） - 演出・脚本
- □字ック「滅びの国」（2018年） - 演出・脚本・出演
- □字ック「荒川、神キラーチューン」（2016年） - 演出・脚本

#### 外部作品
- 吉本神保町花月 □字ック×しずる「演劇♡顧問」（2019年） - 演出・脚本・出演

### 映画
- 夜、逃げる（2016年） - 監督・脚本[2]
- 今夜新宿で、彼女は（2017年） - 監督・脚本
- 月極オトコトモダチ（2018年） - 阿部ミチル役 出演
- タイトル、拒絶（2019年） - 監督・脚本
- MIRRORLIAR FILMS Season2「煌々 go on a picnic」（2022年）- 監督・脚本[3]

### ドラマ
- TOKYO MXTV「劇団スフィア・渇望 ～三十路の祭りに～」（2019年） - 監督・脚本
- Netflixオリジナルシリーズ「全裸監督」（2019年） - 脚本
- ABC 私立恵比寿中学結成10周年記念！「神ちゅーんず」（2019年） - 全話脚本
- abemaTV/朝日放送共同制作「ハケンのキャバ嬢・彩華」（2017年） - 第5.6話脚本
- Amazon 「龍が如く〜Beyond the Game〜」（2024）- 第1-4話脚本

### 書籍
- 初書籍「されど家族、あらがえど家族、だから家族は」(2020年10月21日、双葉社)ISBN 978-4575243383
- 連載小説「煩悩サンスクリット」(2013年)

### 漫画原作
- 都合のいい果て（漫画：志水アキ、『月刊モーニングtwo』2022年5号[4] - ） - 劇作担当[4]